# Карл Филип фон Вреде
Карл Филип Йозеф фон Вреде (на немски: Carl Philipp Joseph 1.Fürst von Wrede; * 29 април 1767 в Хайделберг; † 12 декември 1838 в Елинген в Бавария) е от 1814 г. 1. княз на Вреде, баварски кралски генерал-фелдмаршал и дипломат и съветник в баварския двор, господар в Елинген в Бавария.
Той е вторият син на тайния съветник фрайхер Фердинанд Йозеф Мария Вреден/Вреде (1722 – 1793) и съпругата му Анна Катарина Юнгер (1729 – 1804), дъщеря на Андреас Юнгер и Мария Магдалена Гал. Брат е на фрайхер Георг фон Вреде (1765 – 1843) и на Луиза фон Вреде (1748 – 1794), омъжена за Йохан Филип фон Хорн.
След следването си Карл Филип Вреде започва през 1787 г. работа в дворцовия съдебен съвет в Хайделберг
През 1792 г. той е във войската. Участва във войните на Първата коалиция (1792 – 1797) и Втората коалиция (1799 – 1802), Третата коалиция (1805), Четвъртата коалиция (1806 – 1807), петата коалиция (1809) и Шестата коалиция (1812 – 1814). На 26 септември 1822 г. той е главнокомандващ на баварската армия.
Вреде е издигнат в граф още през 1809 г. от император Наполеон. През 1815 г. фелдмаршал княз Вреде получава резиденцията дворец Елинген от крал Максимилиан I Йозеф.

## Фамилия
Карл Филип фон Вреде се жени на 18 март 1795 г. в Хайделберг за графиня София Алойзия Агата фон Визер (* 23 май 1771, Манхайм; † 7 май 1837, Елинген), дъщеря на граф Фридрих Йозеф фон Визер (1714/1722 – 1793) и Йохана Агата фон Швайцер (1734 – 1807). Имат осем деца:
- Амалия Августа фон Вреде (* 15 януари 1796; † 11 септември 1871, погребана в Йотинген), омъжена на 31 август 1813 г. в Хохалтинген за генерал-майор княз Йохан Алойз III фон Йотинген-Йотинген и Йотинген-Шпилберг (* 9 май 1788 в Йотинген; † 7 май 1855 в Мюнхен)
- Карл Теодор фон Вреде (* 8 януари 1791, Хайделберг; † 10 декември 1871, Линц), 2. княз на Вреде, кралски баварски държавен съветник, женен I. на 26 декември 1824 г. в Елинген за графиня Мария Амалия фон Тюрхайм (* 20 юли 1801, Нойбург на Дунав; † 30 октомври 1842, Елинген), дъщеря на граф Фридрих Карл фон Тюрхайм и графиня Мария Анна фон и цу Вайкс, II. на 13 януари 1844 г. за Амалия Льов (* 24 февруари 1811, Шпайер; † 24 юни 1879, Айх при Залцбург), дъщеря на рицар Йоханес фон Льов и Мария Клементина Пфистер
- Йозеф (* 27 септември 1800, Хеиделберг; † 26 декември 1871 при Радкерсбург), княз, руски полковник, женен на 31 октомври 1836 г. за Анастасия Федоровна Петрово-Золовово (* 17 април 1808; † 25 декември 1870, Пиза), дъщеря на Николай Демидович Петрово-Золовово и принцеса Анна Григориевна Шербатова
- Густав Фридрих (* 23 февруари 1802; † 13 април 1840), княз, женен на 19 май 1833 г. за графиня Мария Балсамо (* 27 септември 1802; † 23 юли 1841), вдовица на граф Метакса
- Ойген Франц (* 4 март 1806, Хайделберг; † 1 май 1845, Бамберг), княз, кралски баварски кемерер и президент на съда в Оберфранкен, женен на 4 април 1835 г. в Бамберг за фрайин Тереза Матилда фон Шаумбург (* 13 септември 1811; † 15 декември 1887, Мюнхен), дъщеря на фрайхер Карл Теодор фон Шаумбург и Терезия фон Хайздорф
- София Мария (* 4 март 1806; † 21 юни 1866), манастирска дама
- Натали Вилхелмина (* 4 март 1809)
- Адолф Вилхелм (* 8 октомври 1810; † 27 юли 1884), кралски баварски кемерер, женен на 24 април 1836 г. за принцеса Дезире Грабовска (* 1 юни 1799; † 16 ноември 1863), вдовица на Марин де Марцзибани

## Галерия
- Фелдмаршал Карл Филип фон Вреде, 1815
- Карл Филип фон Вреде
- Подпис на Вреде
- Статуя на Вреде, Фелдхернхале в Мюнхен
- Фелдхернхале в Мюнхен